# Лчаван
Лчаван (арм. Լճավան) — село в Гехаркуникской области Армении.

## География
Село расположено в юго-восточной части марза, на правом берегу реки Карчахбюр, к югу от автодороги , на расстоянии 65 километров к юго-востоку от города Гавар, административного центра области. Абсолютная высота — 2040 метров над уровнем моря.
Климат
Климат характеризуется как умеренно холодный, влажный (Dfb в классификации климатов Кёппена). Среднегодовая температура воздуха составляет +5,6 °C. Средняя температура самого холодного месяца (января) составляет −6,6 °С, самого жаркого месяца (августа) — +17,1 °С. Расчётная многолетняя норма атмосферных осадков — 981 мм. Наибольшее количество осадков выпадает в июне (121 мм).

## Население
Численность постоянного населения по состоянию на 1 января 2023 года составляла 557 человек.
| Год переписи | Население          | Население          | Население          | Население            | Население            | Население            |
| Год переписи | Наличное население | Наличное население | Наличное население | Постоянное население | Постоянное население | Постоянное население |
| Год переписи | Всего              | Мужчины            | Женщины            | Всего                | Мужчины              | Женщины              |
| ------------ | ------------------ | ------------------ | ------------------ | -------------------- | -------------------- | -------------------- |
| 2001         | 557                | 284                | 273                | 580                  | 298                  | 282                  |
| 2011         | 535                | 280                | 255                | 548                  | 290                  | 258                  |

| Год  | Численность | Численность |
| ---- | ----------- | ----------- |
| 1831 | 121         | [ 8 ]       |
| 1873 | 398         | [ 9 ]       |
| 1897 | 985         | [ 8 ]       |
| 1926 | 541         | [ 8 ]       |
| 1939 | 979         | [ 8 ]       |
| 1959 | 423         | [ 8 ]       |
| 1970 | 513         | [ 8 ]       |
| 1979 | 463         | [ 8 ]       |
| 1989 | 454         | [ 8 ]       |
| 2001 | 580         | [ 8 ]       |
| 2011 | 548         | [ 10 ]      |